# Trenulețul
A Trenulețul (magyarul: Vonatocska) a moldáv Zdob și Zdub együttes közös dala Frații Advahovval, mellyel Moldovát képviselték a 2022-es Eurovíziós Dalfesztiválon Torinóban. A dal 2022. január 29-én a moldáv nemzeti döntő helyett megrendezett meghallgatáson megszerzett győzelemmel érdemelte ki a dalversenyen való indulás jogát.

## Eurovíziós Dalfesztivál
2022. január 24-én vált hivatalossá, hogy az együttes alábbi dala is bekerült a 2022-es Selecţia Naţională elnevezésű nemzeti döntő mezőnyébe. A dal hivatalosan december 10-én jelent meg. Január 28-án a TRM bejelentette, hogy az ország járványügyi helyzete és a COVID-19-fertőzöttek számának növekvése miatt nem rendez televíziós döntőt, így a január 29-én tartott meghallgatáson a zsűri választotta ki az ország képviselőjét. A végeredményt az aznap esti híradóban jelentették be.
A dalfesztivál előtt Tel-Avivban, Amszterdamban és Madridban, eurovíziós rendezvényeken népszerűsítették versenydalukat.
Az Eurovíziós Dalfesztiválon a dalt először a május 10-én rendezett első elődöntőben adták elő fellépési sorrend szerint nyolcadikként a Hollandiát képviselő S10 De diepte című dala után és a Portugáliát képviselő MARO Saudade, saudade című dala előtt. Az elődöntőből nyolcadik helyezettként sikeresen továbbjutottak a május 14-i döntőbe, ahol fellépési sorrendben tizenkilencedikként léptek fel, az Izlandot képviselő Systur Með hækkandi sól című dala után és a Svédországot képviselő Cornelia Jakobs Hold Me Closer című dala előtt. A szavazás során a zsűri szavazáson összesítésben huszadik helyen végeztek 14 ponttal, míg a nézői szavazáson második helyen végeztek 239 ponttal (Romániától és Szerbiától maximális pontot kaptak), így összesítésben 253 ponttal a verseny hetedik helyezettjei lettek.
A következő moldáv induló Pasha Parfeni Soarele și luna című dala volt a 2023-as Eurovíziós Dalfesztiválon.